# Jan Sopko
Jan Sopko (* 17. října 1968) je bývalý český fotbalista, obránce. Začínal ve Přimdě, přes Tachov se dostal do Plzně a na vojnu do Chebu, kde strávil čtyři sezóny. V roce 1991 přestoupil do AC Sparta Praha, kde působil další čtyři sezóny. Od roku 1995 hrál tři roky za FK Jablonec. V roce 1999 hrál za rakouský tým SK Vorwärts Steyr. V lize odehrál 174 utkání a dal 11 gólů. Se Spartou získal v letech 1995 a 1997 dvakrát ligový titul. Po skončení aktivní kariéry trénoval v nižších soutěžích.